# Катастрофа Latécoère 631 в Атлантике
Катастрофа Latécoère 631 в Атлантике — авиационная катастрофа, произошедшая в воскресенье 1 августа 1948 года с гидросамолётом Latécoère 631 компании Air France, при этом погибло 52 человека.

## Самолёт
Самолёт с бортовым номером F-BDRC и с именем «Lionel de Marnier» был по счёту шестым представителем модели Latécoère 631, которых выпустили всего 15 штук. Это был крупный гидросамолёт, оборудованный шестью силовыми установками Wright R-2600-A5B Cyclone. 31 октября 1945 года данный самолёт уже участвовал в происшествии, когда при выполнении полёта по маршруту Рио-де-Жанейро — Монтевидео — Буэнос-Айрес произошло разрушение воздушного винта № 3 (левый внутренний). Отделившиеся лопасти повредили двигатель № 2 (левый средний) и пробили фюзеляж, вызвав небольшой пожар, в котором погибло 2 пассажира. В сложившейся ситуации пилот совершил аварийную посадку в лагуне Роча (Уругвай). Самолёт впоследствии был восстановлен.

## Катастрофа
Авиалайнер выполнял рейс из Фор-де-Франса (Мартиника) в Порт-Этьен (Французская Западная Африка). На его борту находилось 52 человека: 12 членов экипажа и 40 пассажиров (по другим данным — 11 членов экипажа и 41 пассажир). Из Фор-де-Франса борт F-BDRC вылетел 31 июля в 14:50 GMT, а посадка в Порт-Этьене по плану должна была быть 1 августа в 01:00 GMT. Погодные условия на маршруте были хорошими. Однако в районе полуночи 1 августа на расположенной на Азорских островах американской радиостанции получили переданный с гидросамолёта сигнал бедствия. «Lionel de Marnier» в этом момент находился примерно в 1100 милях (2000 км) северней островов Кабо-Верде.
Для поисков компания Air France задействовала два самолёта, также задействовали французские морские и воздушные военные силы. Береговая охрана США для поисков выделила корабль «Campbell», а американские ВВС направили один B-17 и семь B-29. В сложившейся ситуации португальские власти разрешили использовать ещё не открытый аэропорт острова Сал, а португальские ВВС задействовали для поисков два B-17.
3 августа метеорологическое судно «Leverrier» неожиданно получило слабый радиосигнал с «Lionel de Marnier». Утром был получен ещё один радиосигнал. Слабую радиопередачу с пропавшего самолёта получил и американский B-17. Американский корабль «Campbell» затем сообщил о нахождении двух обломков самолёта в 1570 милях (2910 км) восточнее Пуэрто-Рико. Затем в 15 милях (28 км) от этого места с самолёта были найдены ещё обломки. На обломках впоследствии удалось обнаружить признаки повреждения огнём, что могло свидетельствовать о пожаре на борту. 9 августа поиски были прекращены, а все люди на борту были объявлены погибшими.
По числу жертв катастрофа рейса 072 являлась крупнейшей с участием Latécoère 631 и среди произошедших в 1948 году, а на момент событий занимала первое место среди авиационных катастроф произошедших в нейтральных водах Атлантического океана (в настоящее время — десятое). Сразу после данного происшествия Air France прекратила эксплуатацию оставшихся Latécoère 631 и передала их другим авиакомпаниям.